# Nini Van der Auwera
Virginie (Nini) Van der Auwera (Berchem, 19 januari 1929 – 25 maart 2022) was een Belgische actrice die jarenlang verbonden was aan het Koninklijk Jeugdtheater (KJT) in Antwerpen. Ze is bekend geworden door haar rol (tot 1994) als Simonne Vercauteren in de televisieserie Familie.
Ze was gehuwd met Fernand Decrop (1924-2012). Na haar overlijden werd haar urne begraven op de begraafplaats te Berchem.